# Luis M. González-Mata
Luis Manuel González-Mata Lledó fue un supuesto espía español autor de algunos libros superventas (best sellers editoriales).

## Biografía
Hijo de un militar republicano, con estudios de medicina, fue reclutado por la SIAEM , dirigido por entonces por el coronel Eduardo Blanco (antecedente del CESID y del posterior CNI), ostentando el nombre en clave de Cisne. Hizo sus primeros trabajos en Marruecos y Argelia (nación esta última donde padeció años de cárcel), y estuvo en el servicio de seguridad del dictador Rafael Leónidas Trujillo en la República Dominicana. Acumuló una amplia experiencia internacional y asistió al mayo francés infiltrado por el SIM en los sindicatos estudiantiles y actuó como agente doble para la CIA; también participó en otras misiones de desinformación, espionaje e investigación. Desengañado de lo que venían a suponer los servicios de inteligencia occidentales y de su hipócrita manipulación de los recursos humanos, abandonó el oficio en 1972 y se dedicó a trabajar como investigador independiente para los periódicos. Aun así, González Mata estuvo implicado en el intento de asesinato que tuvo lugar el 5 de abril de 1978 del dirigente independentista canario Antonio Cubillo. Publicó su autobiografía bajo el título de Cisne. Yo fui espía de Franco. En el prólogo de su libro Las muertes del Che Guevara afirma que en 1979 es militante del Partido Comunista de Francia. Trabajó en la revista francesa Actuel. En su libro no traducido al español Les maîtres du monde (1979) fue uno de los primeros en desvelar la existencia y funcionamiento del Grupo Bilderberg
Su obras más conocida fue el best-seller Cisne. Yo fui espía de Franco, con supuesta información de primera mano del atentado contra el presidente venezolano Rómulo Betancourt, y otros temas controvertidos y oscuros, aunque atractivos para el periodismo amarillo, como el tesoro de los Trujillo, el caso Julián Grimau; una visión parcial sobre la Segunda República Española en el exilio; el asunto del general Humberto Delgado en Portugal; los supuestos manejos de la CIA en el Mayo francés para derrocar el gobierno de Charles de Gaulle (!?); la rocambolesca relación de Franco con los soviéticos, a cambio de información secreta de las bases estadounidenses en suelo español; la desaparición de Ben Barka en París; las actividades del general Mohammed Ufqir y la CIA contra Hasán II en la fallida Operación Buraq; así como de la dimisión de Willy Brandt por causa del "topo" Günter Guillaume; entre otros temas.

## Obras
- Cisne. Yo fui espía de Franco , Barcelona, Argos-Vergara, 1977.
- Terrorismo Internacional, Barcelona, Argos - Vergara, 1978.
- Las muertes del "Che" Guevara , Barcelona, Argos Vergara, 1980. ISBN 84-7017-849-0
- Les vrais maitres du monde, Paris, Editions Grasset & Fasquelle, 1979. (sin versión española).